# TopShape
TopShape stellt eine Weiterentwicklung des SKO-Verfahrens dar, mit der Zielrichtung die Optimierung von Gussteilen zu verbessern und zu erleichtern. Die Ursache liegt darin begründet, dass die zugrunde liegende biologische Wachstumsregel keine Fertigungsrestriktionen kennt und die Ergebnisse deswegen eine Tendenz zu hohlen und fachwerkartigen Strukturen haben. Solche Strukturen sind jedoch gerade bei Gussteilen normalerweise unerwünscht und in der Regel gusstechnisch nicht ohne große Abweichungen vom Designvorschlag umsetzbar. Um die Situation zu verbessern, muss deshalb ein Designvorschlag berechnet werden, in dem Fertigungsrestriktionen berücksichtigt werden. Diese Vorstellung ist bei TopShape umgesetzt worden, indem dort nicht nur die Wachstumsregel simuliert wird, sondern zusätzlich noch folgende Restriktionen berücksichtigt es werden:
1. Man startet wie bei SKO mit dem Designraum, wendet jedoch die Wachstumsregel wie beim CAO-Verfahren nur an der Oberfläche an und verhindert dadurch die Erzeugung von Löchern innerhalb der Struktur.
2. Der Benutzer kann eine minimale Wandstärke festlegen, die nicht unterschritten werden darf.
3. Es kann eine uni- oder bidirektionale Entformungsrichtung definiert werden, so dass keine Hinterschnitte entstehen können.

## Anwendung

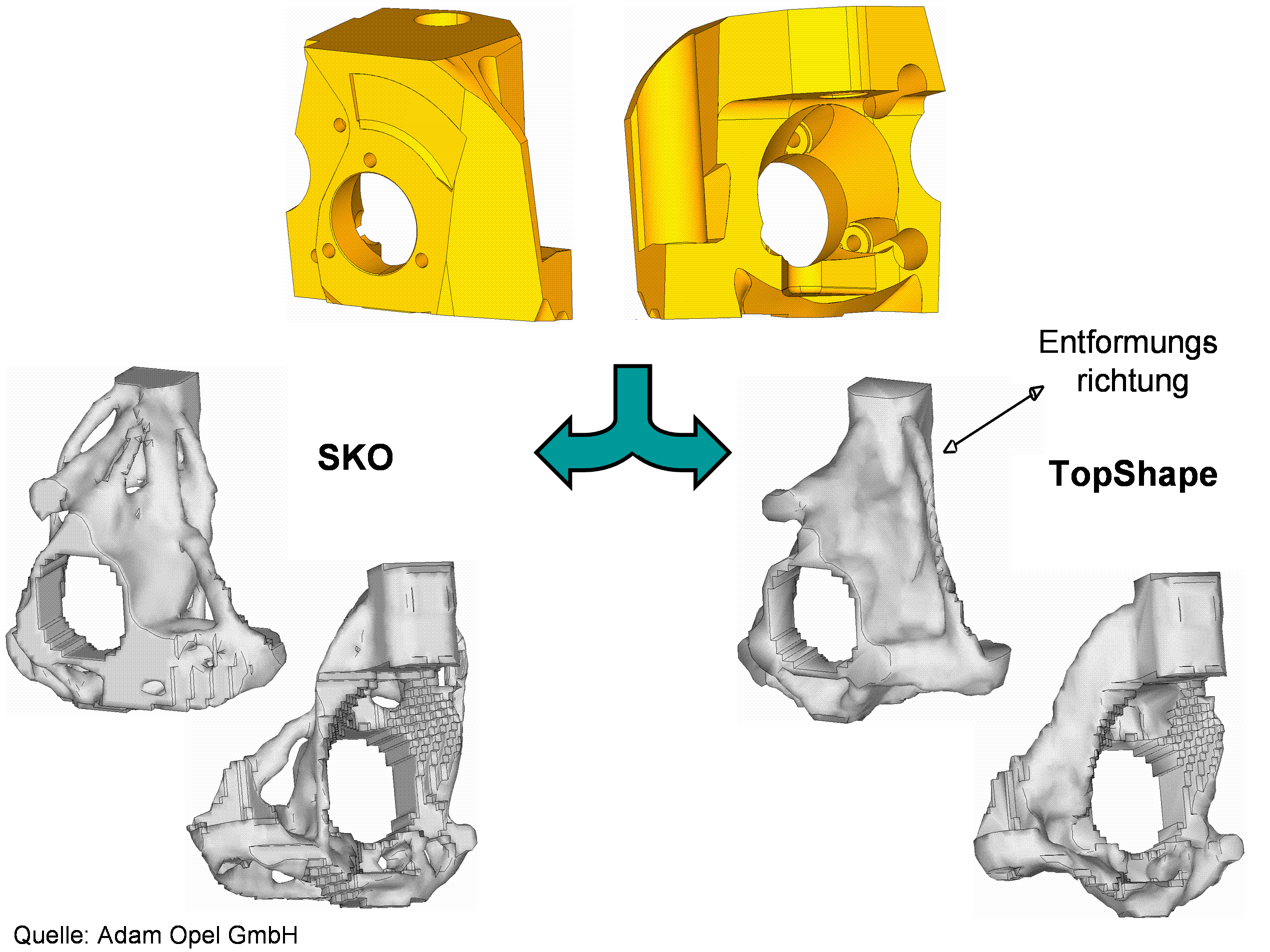
Abb. 1: Vergleich das Ergebnis einer Topologieoptimierung mit SKO (ohne Gussteilrestriktionen) und TopShape (mit Gussteilrestriktionen) bei einem Achsschenkel

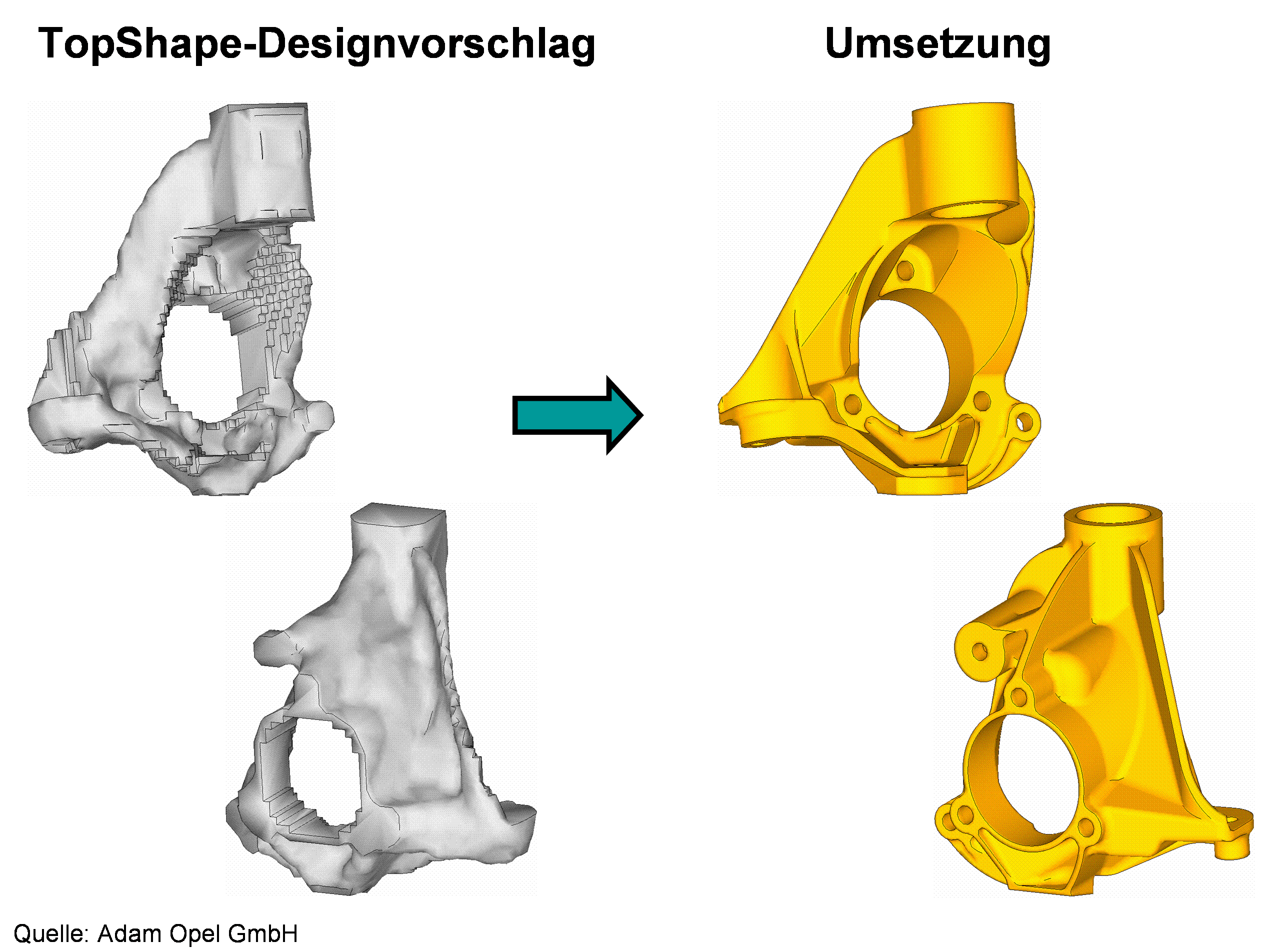
Abb. 2: Umsetzung des TopShape-Designvorschlags

In Abb. 1 und 2 ist die Optimierung eines Achsschenkels mit SKO und TopShape gegenübergestellt. Hier zeigt sich deutlich, wie stark die Fertigungsrestriktionen den Designvorschlag beeinflussen. Während die reine Topologieoptimierung (SKO) eine typische Fachwerkstruktur liefert, die schwer zu interpretieren und nur unter starken Abweichungen umzusetzen ist, kann das TopShape Ergebnis nahezu direkt verwendet werden.